# Euthycera chaerophylli
Euthycera chaerophylli (лат.) — вид двукрылых из семейства тенниц.

## Внешнее строение
Длина тела имаго от 5,5 до 8,8 мм. Мухи жёлто-коричневого цвета. Лоб жёлтый. Передняя часть срединной лобной полоски и орбиты глаз тёмно-коричневые. Между основанием усиков и краем глаз имеется тёмное пятно. Голова и усики жёлтые. Ариста перистая, чёрная. На среднеспинке расположены четыре тёмно-бурых пятна. Крылья имеют сетчатый рисунок. Ноги жёлтые.

## Биология
Обитает во влажных и заболоченных лесах. Личинки паразитируют в слизнях, в том числе в Deroceras reticulatum. В отличие от других видов, нападающих на слизней, личинка Euthycera chaerophylli полностью проникает в своего хозяина, не оставляя на поверхности задний диск и задние дыхальца. Для дыхания личинка, вероятно, использует пневмостомом слизня. Хозяин остается живым в течение нескольких недель. В год развивается одно поколение. Имаго летает с июня до начала сентября. Зимуют на стадии пупария.

## Цитогенетика
В хромосомном наборе шесть пар хромосом.

## Распространение
Вид встречается во всей Европе от центральной Фенноскандии до юга, включая Испанию, Корсику, Грецию и Турцию.